# Järfälla kommun
Järfälla kommun är en kommun i Stockholms län. Centralort är Jakobsberg, som är en del av tätorten Stockholm.
Kommunens yta är till stor del bebyggd med byggnader, anläggningar och vägar. Det är främst de strandnära områdena som till stor del är fria från bebyggelse. Där är terrängen kuperad med branta stränder som delvis är bevuxna med träd. Den höga graden av bebyggelse har lett till kreativa lösningar för att bevara natur. Till exempel inkluderar Norra Igelbäckens naturreservat ett gammalt flygfält och därunder byggs en tunnelbana. 
Järfälla kommun är främst förknippad med handel, vilket beror på anläggandet av Barkarby handelsplats. Det är också inom handel, utbildning, vård och omsorg samt tillverkning som de flesta arbetstillfällena finns. 
Området som utgör kommunen har haft en kraftig befolkningsökning sedan 1950-talet, vilket åtminstone under 2010-talet har förklarats av högt inflyttningsnetto. Främst har inflyttning skett från andra kommuner i Stockholms län. 
Socialdemokraterna har varit största parti i samtliga val. Sedan 2010 har dock kommunen haft växlande styre mellan borgerliga och blocköverskridande koalitioner.

## Administrativ historik
Järfälla landskommun bildades vid kommunreformen 1863 ur Järfälla socken i Sollentuna härad i Stockholms län.
Den 1 januari 1947 (enligt beslut den 29 mars 1946) överfördes från Järfälla landskommun och församling till Spånga landskommun och församling de obebodda fastigheterna Barsbro 1:5, 1:203 och 1:204 omfattande en areal av 0,01 km², varav allt land. Samtidigt överfördes i avseende på fastighetsredovisningen från Järfälla socken till Spånga socken fastigheten Barsbro 1:2 omfattande en areal av 0,02 km², varav allt land. Barsbro 1:2 hade redan tidigare i både kommunalt och ecklesiastikt hänseende räknats till Spånga landskommun och församling.
Kommunen påverkades inte av kommunreformen 1 januari 1952.
Den 1 januari 1955 överfördes till Järfälla landskommun och Järfälla norra kyrkobokföringsdistrikt från Sollentuna köping och Sollentuna församling ett område (Kallhälls villastad) med 295 invånare och omfattade en areal av 0,31 km², varav allt land. Samtidigt överfördes till Järfälla landskommun och Järfälla norra kyrkobokföringsdistrikt från Upplands-Väsby landskommun och Eds församling ett område (Stäket) med 512 invånare och omfattande en areal av 8,41 km², varav allt land.
Den 1 januari 1956 överfördes till Järfälla landskommun och Järfälla södra kyrkobokföringsdistrikt från Stockholms stad och Spånga kyrkobokföringsdistrikt ett område omfattande en areal av 0,01 km², varav allt land. Invånarna i området var sedan tidigare kyrkoskrivna i Järfälla södra kyrkobokföringsdistrikt.
Järfälla kommun bildades vid kommunreformen 1 januari 1971 genom ombildning av Järfälla landskommun. 1975 överfördes byn Kyrkhamn, som ligger strax norr om Lövsta, till Stockholms kommun. Även Riddersvik, som är en del av trakten i Lövsta (i nuvarande Hässelby villastad), och större delen av Lövsta införlivades då med Stockholm.
Kommunen ingick från bildandet till 2000 i Jakobsbergs domsaga och ingick från 2000 till 2007 i Sollentuna domsaga. Sedan 2007 ingår kommunen i Attunda domsaga.
Kommunen ingår sedan 2018 i Förvaltningsområdet för finska. 

## Geografi
Järfälla kommun är belägen i de södra delarna av landskapet Uppland vid sjön Mälarens östra strand. Kommunen gränsar i nordöst till Upplands Väsby kommun, i öster till Sollentuna kommun, i sydöst till Stockholms kommun, i väster till Ekerö kommun (maritim gräns) och i nordväst till Upplands-Bro kommun, alla i Stockholms län.

### Topografi och hydrografi
Kommunens yta är till stor del bebyggd med byggnader, anläggningar och vägar. Nordöst om Barkarby finns det numer nedlagda  Barkarby flygfält. I övrigt är det främst de strandnära områdena som till stor del är fria från bebyggelse. De strandnära områdena karaktäriseras av förkastningar. Terrängen är där kuperad med branta stränder som delvis är bevuxna med träd. Norra delen av kommunen samt området mot Järvafältet har ett varierat landskap med ängar, lövskogar, barrskogar, vass- och våtmarker samt öppna sjöar. Hummelmoraberget, med dess klapperstensfält och strandvallar, når 65 meter över havet. Det är till stor del bevuxet med lövskogsvegetation.
Nedan presenteras andelen av den totala ytan 2020 i kommunen jämfört med riket.
|  | Bebyggelse (34,5 %) |

|  | Skog (34,4 %) |

|  | Öppen myrmark (1,3 %) |

|  | Jordbruksmark (7,1 %) |

|  | Övrig mark (22,6 %) |

|  | Bebyggelse (3,1 %) |

|  | Skog (68,0 %) |

|  | Öppen myrmark (7,2 %) |

|  | Jordbruksmark (7,4 %) |

|  | Övrig mark (14,3 %) |

### Naturskydd
År 2023 fanns fyra naturreservat i Järfälla kommun. Bland dessa kan nämnas Norra Igelbäcken som bildades 2018 och omfattar 44 hektar vattendrag, odlingslandskap och  lövskog. Det är en del av Järvafältet och inkluderar en del av den tidigare flygplatsen. Under reservatet byggs tunnelbanan mellan Akalla och Barkarby. Länsstyrelsen i Stockholms län skriver att området består av ett "gammalt odlingslandskap med öppna gräsmarker, åkerholmar och brynmiljöer".

### Administrativ indelning

#### För befolkningsrapportering
Fram till 2016 var kommunen för befolkningsrapportering indelad i en församling, Järfälla församling.

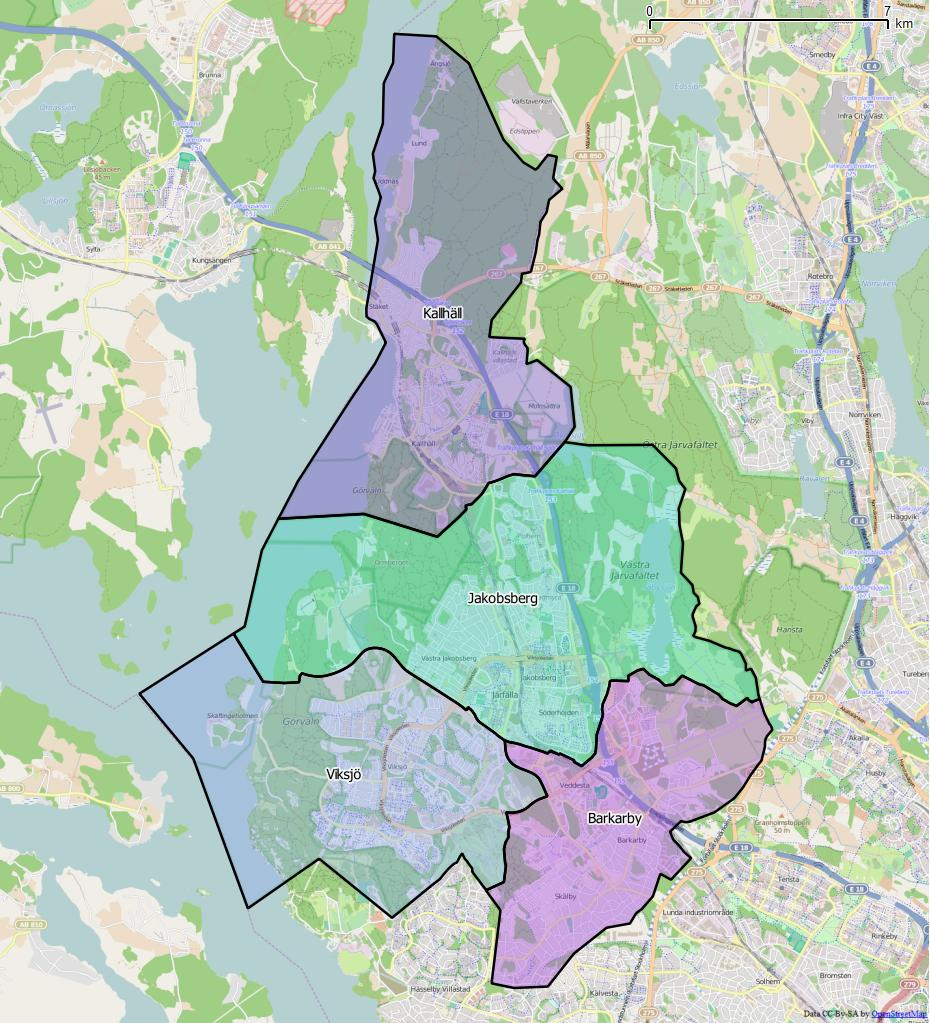
Distrikt inom Järfälla kommun

Från 2016 indelas kommunen i följande distrikt Denna indelning i distrikt ersatte svenska kyrkans församlingar som registerenhet i folkbokföringen och fastighetsregistret.
- Barkarby
- Jakobsberg
- Kallhäll
- Viksjö

#### Kommundelar
Kommunen är sedan 1 januari 2016 officiellt indelad i fyra kommundelar, vilka motsvarar de fyra församlingsdistrikten.
- Barkarby-Skälby
- Jakobsberg
- Kallhäll-Stäket
- Viksjö

### Tätorter
Tätbebyggelsen inom kommunen är en del av tätorten Stockholm. År 2020 bodde 99,8 procent av kommunens invånare i tätorten,  vilket kan jämföras med riket där 87,6 procent av befolkningen bodde i en tätort.

## Styre och politik

### Styre
Mandatperioden 2010–2014 styrdes kommunen av Alliansen som tillsammans samlade 32 av 61 mandat i kommunfullmäktige. Den borgerliga koalitionen efterträddes 2014 av en blocköverskridande koalition bestående av Socialdemokraterna, Centerpartiet och Miljöpartiet. Valet 2018 ledde till maktskifte där Alliansen tog över makten. De meddelade att de inte skulle söka stöd hos Sverigedemokraterna utan istället söka breda lösningar med Socialdemokraterna och Miljöpartiet. Lösningen förkastades av de övriga partierna i kommunfullmäktige, men inget alternativ kvarstod. Ett nytt blocköverskridande styre bildades efter valet 2022. I spetsen stod Socialdemokraterna och Centerpartiet med Vänsterpartiet med på ett hörn genom ett valtekniskt samarbete. Sedan oktober 2024 styrs kommunen av Socialdemokraterna och Moderaterna.

### Kommunfullmäktige

#### Presidium
| Presidium 2024–2026    | Presidium 2024–2026 | Presidium 2024–2026 |
| ---------------------- | ------------------- | ------------------- |
| Ordförande             | S                   | Mika Metso          |
| Förste vice ordförande | V                   | Hamid Ramazani      |
| Andre vice ordförande  | M                   | Monika Hallstensson |

Källa:

#### Mandatfördelning 1970–2022
| 3 | 23 | 7 | 12 | 6 |

| 37 | 14 |

| 3 | 21 | 10 | 7 | 10 |

| 33 | 18 |

| 3 | 22 | 3 | 6 | 7 | 10 |

| 32 | 19 |

| 5 | 25 |  | 4 | 9 | 16 |

| 36 | 25 |

| 3 | 27 |  | 4 | 5 | 20 |

| 35 | 26 |

| 3 | 31 |  |  | 8 | 16 |

| 34 | 27 |

| 3 | 28 | 3 | 3 | 8 |  | 15 |

| 35 | 26 |

| 3 | 22 |  |  |  | 8 | 3 | 19 |

| 37 | 24 |

| 3 | 27 |  | 3 | 5 |  | 19 |

| 36 | 25 |

| 5 | 23 |  |  | 5 | 6 | 18 |

| 34 | 27 |

| 4 | 26 |  |  | 10 | 5 | 13 |

| 32 | 29 |

| 3 | 21 | 3 |  |  | 7 | 4 | 20 |

| 34 | 27 |

| 3 | 19 | 4 | 3 |  | 5 | 4 | 21 |

| 31 | 30 |

| 4 | 20 | 6 | 4 | 3 | 4 | 3 | 17 |

| 36 | 25 |

| 5 | 18 | 3 | 8 | 3 | 5 | 4 | 15 |

| 32 | 29 |

| 7 | 19 |  | 7 |  | 4 | 4 | 3 | 13 |

| 33 | 28 |

### Nämnder

#### Kommunstyrelse
| Presidium 2024–2026    | Presidium 2024–2026 | Presidium 2024–2026 |
| ---------------------- | ------------------- | ------------------- |
| Ordförande             | S                   | Eva Ullberg         |
| Förste vice ordförande | M                   | Emma Feldman        |
| Andre vice ordförande  | L                   | Jonathan Björniden  |

Källa:

#### Lista över kommunstyrelsens ordförande
| Namn | Namn                  | Från | Till | Politisk tillhörighet |
| ---- | --------------------- | ---- | ---- | --------------------- |
|      | Bo Johansson          | 1994 | 1998 | Socialdemokraterna    |
|      | Mikael Freimuth       | 1998 | 2002 | Moderaterna           |
|      | Eva Lennström         | 2002 | 2002 | Moderaterna           |
|      | Lotta Håkansson Harju | 2002 | 2006 | Socialdemokraterna    |
|      | Eva Lennström         | 2006 | 2012 | Moderaterna           |
|      | Cecilia Löfgreen      | 2012 | 2014 | Moderaterna           |
|      | Claes Thunblad        | 2014 | 2018 | Socialdemokraterna    |
|      | Emma Feldman          | 2018 | 2022 | Moderaterna           |
|      | Eva Ullberg           | 2022 |      | Socialdemokraterna    |

#### Övriga nämnder
Avser mandatperioden 2022–2026.
| Nämnd                                  | Ordförande | Ordförande            | 1:e vice ordförande | 1:e vice ordförande  | 2:e vice ordförande | 2:e vice ordförande    |
| -------------------------------------- | ---------- | --------------------- | ------------------- | -------------------- | ------------------- | ---------------------- |
| Utbildningsnämnden                     | M          | Richard Lindforss     | S                   | Eva-Lotta Arenander  | L                   | Ershad Taherifard      |
| Kultur-, demokrati- och fritidsnämnden | S          | Agneta Dahlgren       | M                   | Albin Togerö         | V                   | Malin West             |
| Miljö- och bygglovsnämnden             | M          | Björn Lindfors        | S                   | Christopher Lindvall | L                   | Mardoukh Ahi           |
| Socialnämnden                          | S          | Bengt Harju           | M                   | Dan Engstrand        | V                   | Marketta Kulju-Guevara |
| Förskolenämnden                        | S          | Christian Bengtzelius | M                   | Mikaela Östh         | V                   | Ammar Makboul          |
| Tekniska nämnden                       | M          | Marcus Gry            | S                   | Andreas Fogeby       | KD                  | Magnus Kolsjö          |
| Valnämnd                               | S          | Annie Säll            | MP                  | Emanuel Alvarez      |                     |                        |

### Valresultat 2022
| Parti                            | Valdistrikt           | Valdistrikt | Kommun  |
| Parti                            | Starkaste             | Andel       | Andel   |
| -------------------------------- | --------------------- | ----------- | ------- |
| S                                | Lilla Ulvsättra       | 41,55 %     | 31,38 % |
| M                                | Skälby Gård Östra     | 32,35 %     | 20,77 % |
| SD                               | Centrala Viksjö Norra | 16,68 %     | 11,75 % |
| V                                | Snapphanen            | 26,94 %     | 10,66 % |
| L                                | Fastebol              | 12,03 %     | 7,05 %  |
| C                                | Grönvreten            | 8,75 %      | 5,69 %  |
| KD                               | Norra Aspnäs          | 7,27 %      | 4,41 %  |
| MP                               | Centrala Kallhäll     | 6,17 %      | 3,57 %  |
| MED                              | Skälby Gård Östra     | 5,98 %      | 3,04 %  |
| PNy                              | Lilla Ulvsättra       | 3,62 %      | 0,60 %  |
| ÖVR                              | Lilla Ulvsättra       | 1,03 %      | 0,20 %  |
| Data hämtat från Valmyndigheten. |                       |             |         |

Exklusive uppsamlingsdistrikt. Partier som fått mer än en procent av rösterna i minst ett valdistrikt redovisas. Övriga är Granskning Järfälla.

## Ekonomi och infrastruktur

### Näringsliv
Det lokala näringslivet i kommunen är dynamiskt, vilket förklaras av områdets goda markreserver, transportläge och dess geografiska läge i Storstockholm. I början av 2020-talet återfanns de flesta arbetstillfällena inom handel, utbildning, vård och omsorg samt tillverkning.
I början av 1990-talet öppnade IKEA ett varuhus i Barkarby vilket var inledningen på utbyggnaden av ett stort handelsområde och senare även bostäder på och intill det gamla flottiljområdet vid f.d. Barkarby flygplats. Se vidare Barkarbystaden. Många arbetstillfällen finns i Barkarby Handelsplats, vilket är ett av Sveriges största handelsområden.[källa behövs] En av kommunens största arbetsgivare, St. Jude Medical, med 650 anställda (2011) meddelade i början av 2010-talet att man lägger ner sin verksamhet i kommunen.
År 2009 fanns cirka 4 500 registrerade företag i Järfälla kommun, varav 60 procent var  enmansföretag och 85 procent har färre än 10  anställda. 14 år senare hade antalet registrerade företag ökat till cirka 6 000, varav. Andelen enmansföretag och andelen företag med färre än 10 anställda var dock konstant. De största arbetsgivarna var Järfälla kommun med 6 075 (2022) anställda och Saab AB med 1 625 anställda.

### Infrastruktur

#### Transporter
Från sydöst mot nordväst genomkorsas kommunen av E18 varifrån länsväg 267 tar av åt öster vid Stäket i kommunens norra del. Motorvägen mellan Barkarby och Stäket var klar 1967.
År 1968 sattes pendeltågen i trafik. Från sydöst mot nordväst genomkorsas kommunen också av järnvägen Mälarbanan som trafikeras av Stockholms pendeltåg med stationer vid Barkarby, Jakobsberg och Kallhäll.

## Befolkning

### Demografi

#### Befolkningsutveckling
Kommunen har 89 435 invånare (31 mars 2025), vilket placerar den på 25:e plats avseende folkmängd bland Sveriges kommuner. 
Befolkningsökningen i kommunen tog fart först i början på 1950-talet. Åren 1950–1977 ökade invånarantalet från cirka 7 000 till 51 500 personer. Enligt uppgifter från 2016 utgjordes majoriteten av befolkningsökningen av ett högt inflyttningsnetto, varav de flesta flyttade från andra delar av Stockholms län. År 2023 konstaterades ett fortsatt högt inflyttningsnetto i kombination med höga födelsetal som översteg dödstalen.
| Befolkningsutvecklingen i Järfälla kommun 1970–2020 | Befolkningsutvecklingen i Järfälla kommun 1970–2020 | Befolkningsutvecklingen i Järfälla kommun 1970–2020 | Befolkningsutvecklingen i Järfälla kommun 1970–2020 | Befolkningsutvecklingen i Järfälla kommun 1970–2020 |
| --------------------------------------------------- | --------------------------------------------------- | --------------------------------------------------- | --------------------------------------------------- | --------------------------------------------------- |
|                                                     |                                                     |                                                     |                                                     |                                                     |
| År                                                  |                                                     |                                                     | Folkmängd                                           |                                                     |
| 1970                                                | 1970                                                |                                                     | 49 261                                              |                                                     |
| 1975                                                | 1975                                                |                                                     | 51 549                                              |                                                     |
| 1980                                                | 1980                                                |                                                     | 53 321                                              |                                                     |
| 1985                                                | 1985                                                |                                                     | 56 020                                              |                                                     |
| 1990                                                | 1990                                                |                                                     | 56 359                                              |                                                     |
| 1995                                                | 1995                                                |                                                     | 58 675                                              |                                                     |
| 2000                                                | 2000                                                |                                                     | 60 471                                              |                                                     |
| 2005                                                | 2005                                                |                                                     | 61 743                                              |                                                     |
| 2010                                                | 2010                                                |                                                     | 66 211                                              |                                                     |
| 2015                                                | 2015                                                |                                                     | 72 429                                              |                                                     |
| 2020                                                | 2020                                                |                                                     | 81 274                                              |                                                     |

#### Utländsk bakgrund
Den 31 december 2018 utgjorde antalet invånare med utländsk bakgrund (utrikes födda personer samt inrikes födda med två utrikes födda föräldrar) 33 365, eller 42,51 % av befolkningen (hela befolkningen: 78 480 den 31 december 2018). Den 31 december 2002 utgjorde antalet invånare med utländsk bakgrund enligt samma definition 15 550, eller 25,37 % av befolkningen (hela befolkningen: 61 290 den 31 december 2002). Den 31 december 2018 utgjorde folkmängden i Järfälla kommun 78 480 personer. Av dessa var 23 916 personer (30,5 %) födda i ett annat land än Sverige.

#### Invånare efter de vanligaste födelseländerna
Följande länder är de 10 vanligaste födelseländerna för befolkningen i Järfälla kommun.
| Nr | Födelseland | Antal  | Andel (%) | Andel i hela riket |
| -- | ----------- | ------ | --------- | ------------------ |
| 1  | Sverige     | 55 786 | 65,28     | 79,61              |
| 2  | Irak        | 2 894  | 3,39      | 1,40               |
| 3  | Iran        | 2 425  | 2,84      | 0,81               |
| 4  | Syrien      | 2 419  | 2,83      | 1,88               |
| 5  | Finland     | 1 579  | 1,85      | 1,26               |
| 6  | Polen       | 1 213  | 1,42      | 0,94               |
| 7  | Eritrea     | 1 054  | 1,23      | 0,47               |
| 8  | Somalia     | 1 013  | 1,19      | 0,66               |
| 9  | Indien      | 1 001  | 1,17      | 0,51               |
| 10 | Turkiet     | 983    | 1,15      | 0,53               |

## Kultur

### Kulturarv
Det äldsta dokument där namnet Järfälla nämns är mer än 700 år gammalt, daterat 26 januari 1310. I dokumentet, som är ett testamente upprättat av ärkebiskop Nils Kettilsson, testamenterar Ragnwald Ingesson bland annat 1 mark romerskt silvermynt till kyrkan och kyrkoherden i "gerfelli" eller "gerfelle". Namnet är sammansatt orden "gere" eller "ger", som betyder kilformigt jordstycke och "fielder" eller ”fjäll” , som betyder ängsteg eller utmark och är härledda från fornsvenskan. Järfälla betyder således ”den kilformade ängstegen” eller "den kilformade utmarken". Namnets betydelse är omdiskuterat av ortnamnsforskare. Stavningen har sedan dess varierat ett 20-tal gånger.
Människor har bebott området sedan den yngre stenåldern. På medeltiden löpte ett flertal viktiga färdvägar genom det område som utgör dagens Järfälla kommun. I slutet på 1990-talet grävdes den medeltida bosättningen Kalvshälla ut. Barkarby blev med tiden en viktig knutpunkt sedan ägaren till Jakobsberg och Skälby gårdar Brita Cruus fick tillstånd att öppna krog i Barkarby 1671.
Området som utgör dagens kommun hade länge en lantlig karaktär men runt 1920-talet påbörjades avstyckning av större egendomar för att möjliggöra småhusbebyggelse i större skala. Under efterkrigstiden har området bebyggts kraftigt med framför allt flerfamiljshus och var under en period på 1960-talet den befolkningsmässigt snabbast växande landskommunen i landet. Viksjö som började byggas i slutet av 1960-talet var då ett av norra Europas största småhusområden. 

### Kommunvapen
Blasonering: I grönt fält ett stående tillbakaseende lamm av silver med beväpning av guld, hållande med högra frambenet en ginbalksvis ställd, med dubbelkors med svagt utböjda armar försedd stång av guld.
Järfälla kommunvapen innehåller en bild av Guds lamm bärande ett ärkebiskopskors. Det har använts sedan 1955 men registrerades formellt först 1977. Motivet är baserat på Sollentuna härads äldsta kända sigill från 1568.

## Galleri

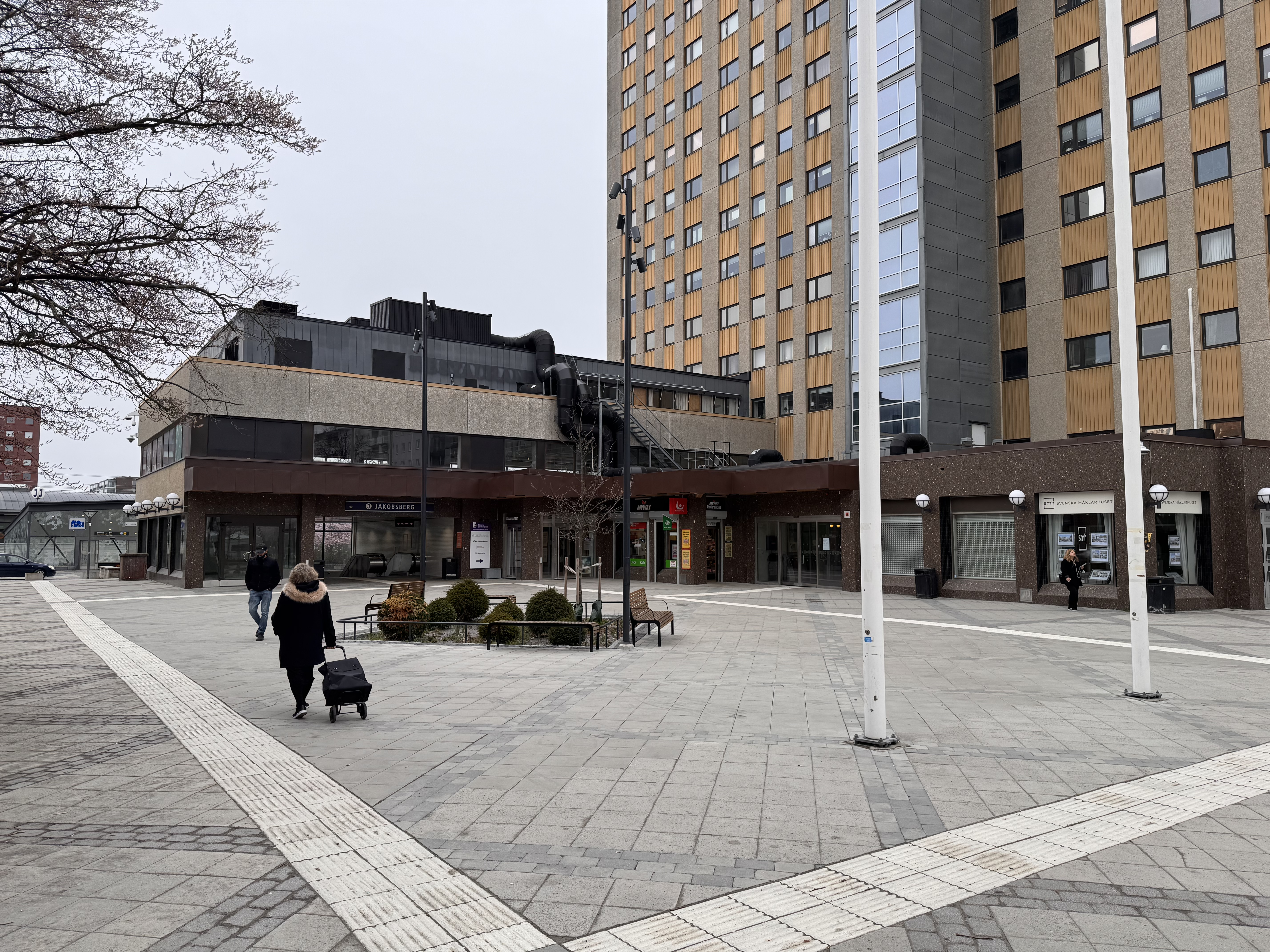
Posthuset och pendeltågsuppgången
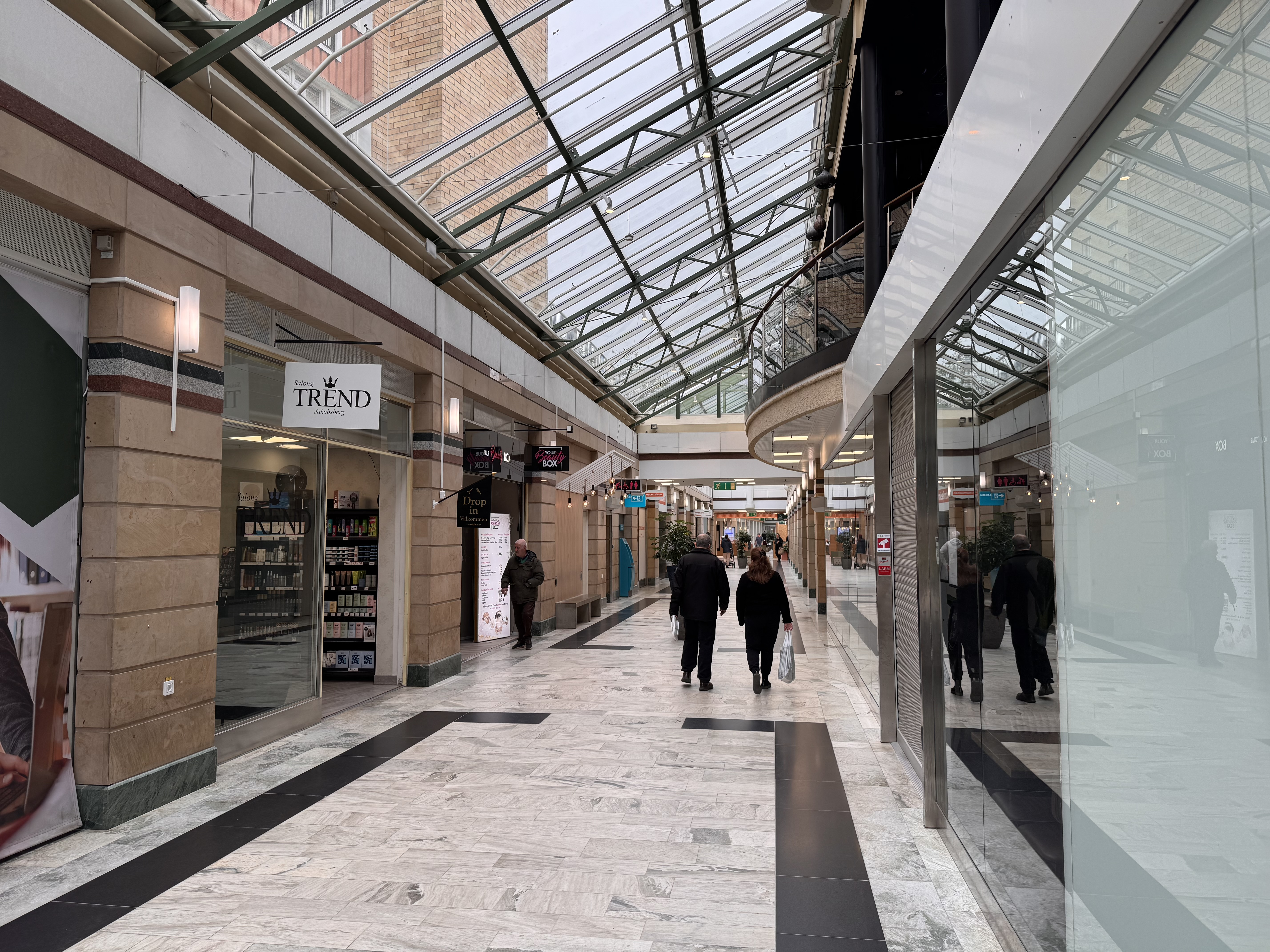
Jakobsbergs Centrum, ingång från Riddarplatsen
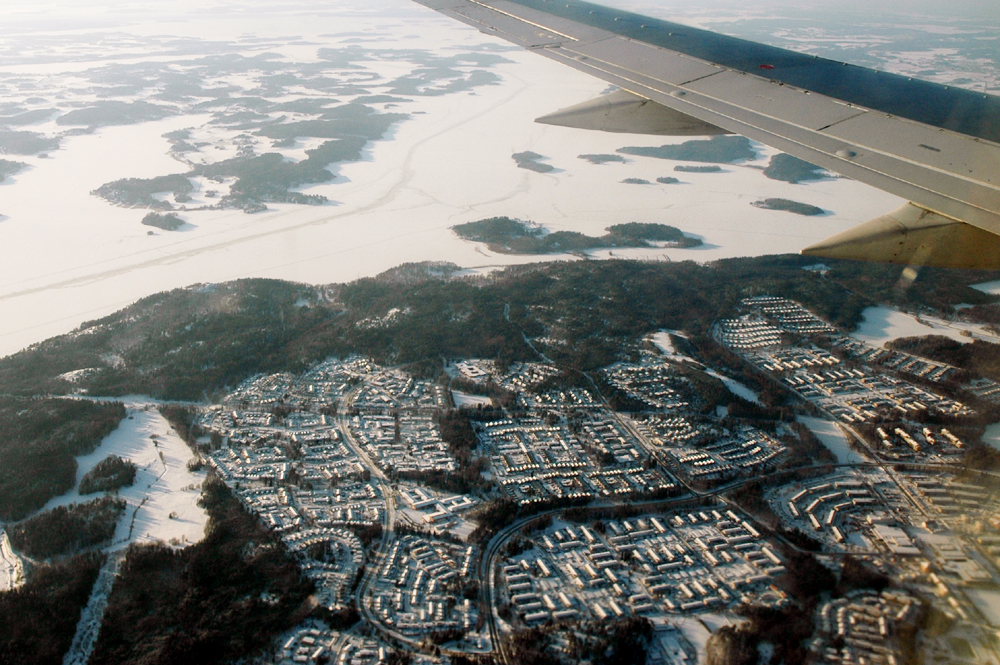
Flygfoto över Viksjö
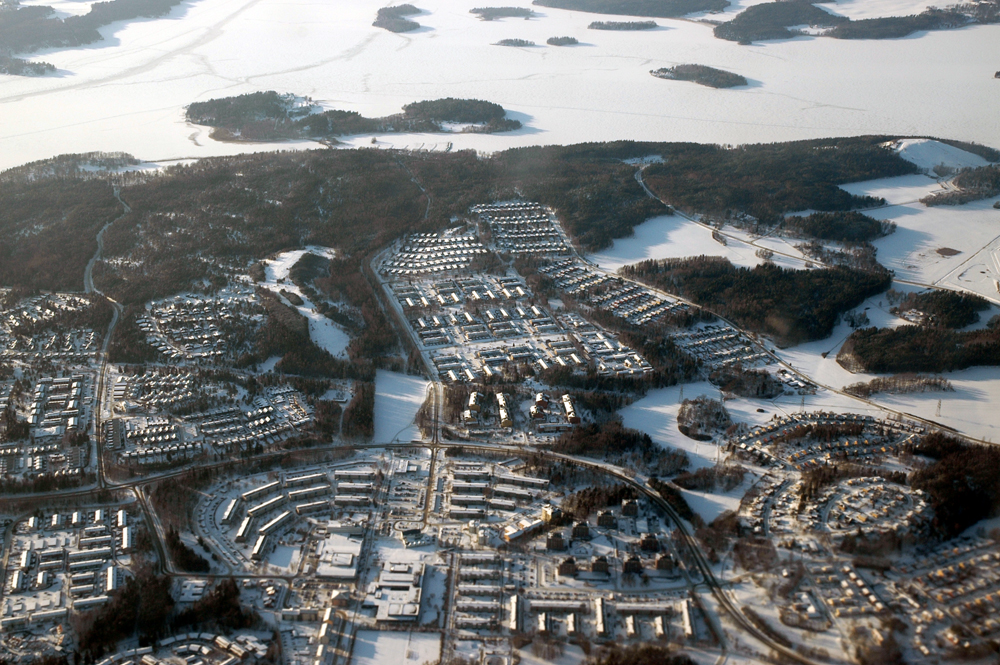
Flygfoto över Viksjö
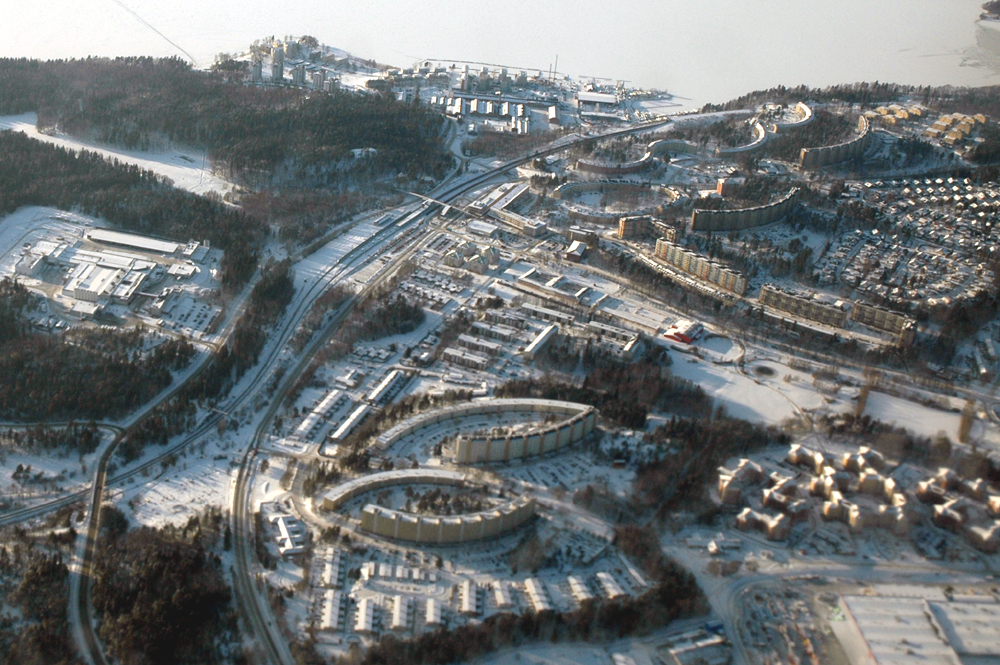
Flygfoto över Kallhäll